# Košťany
Košťany es una localidad del distrito de Teplice, en la región de Ústí nad Labem, República Checa. Tiene una población estimada, a principios del año 2021, de 3209 habitantes. 
Se encuentra ubicada en el centro-norte de la región, sobre los montes Metálicos, cerca de la orilla del río Bílina —un afluente izquierdo del río Elba— y del Estado alemán de Sajonia.